# Tempo instabile con probabili schiarite
Tempo instabile con probabili schiarite è un film del 2015 diretto da Marco Pontecorvo e dallo stesso co-sceneggiato insieme a Roberto Tiraboschi.
Presentato in anteprima mondiale a Los Angeles e scelto come film d'apertura al Bari International Film Festival, è uscito nelle sale cinematografiche il 2 aprile 2015.

## Trama
In una tranquilla cittadina delle Marche, due amici trovano il petrolio nel cortile della loro cooperativa sull'orlo della bancarotta. I due stavano tentando di sotterrare dei rifiuti tossici che avrebbero potuto assestare il colpo di grazia alla loro attività, invece si ritrovano tra le mani la soluzione a tutti i loro problemi economici. Ma proprio questo evento straordinario farà esplodere contraddizioni e conflitti, mettendo a nudo il lato peggiore di entrambi. Una miscela esplosiva che farà saltare tutte le regole: amicizie che si rompono, matrimoni in frantumi e tutto il paese in subbuglio nell'illusione di una ricchezza facile. Il film vive anche un'anima seria che mette a confronto tre generazioni e la loro difficoltà a dialogare. Il titolo stesso comunica l'idea dell'attuale precarietà e insieme la speranza di future "probabili schiarite".

## Produzione
Il film è stato interamente girato nella provincia di Pesaro e Urbino e ha ricevuto l’assistenza tecnica e logistica alla produzione cinematografica dalla Marche Film Commission. Tra le più caratteristiche location presenti nel film si notano la Piazza, il Palazzo Comunale e diverse vie del centro storico di Cagli, il porto di Fano, e ancora Fossombrone e la Gola del Furlo, oltre a suggestivi scorci del centro storico di Pesaro e del Parco regionale del San Bartolo.
Inoltre il regista ha voluto un vero e proprio dialect coach per calare al meglio la narrazione e per preparare gli attori a immedesimarsi nei luoghi e nelle atmosfere anche attraverso il linguaggio e le espressioni dialettali locali; così la commedia porta con sé una forte connotazione marchigiana, oltreché per le suggestive ambientazioni, anche per quanto riguarda i dialoghi.